# Chorea (Medizin)
Die Chorea (auch Veitstanz genannt) ist ein Symptom mehrerer Krankheiten, die die Basalganglien des Hirns betreffen. Typisch sind (überwiegend im Wachzustand) unwillkürliche, plötzliche, rasch ablaufende, unregelmäßige Bewegungen der Extremitäten, des Gesichtes, des Halses und des Rumpfes, die sowohl in Ruhe als auch während willkürlicher Bewegungen auftreten.

## Etymologie
Der Begriff Chorea stammt vom griechischen Wort χορεία choreia („Tanzen, Tanz“) ab. Damit hat Platon einen aus Tanz bestehenden Chorreigen, aber auch Tänze von Wahnsinnigen als Chorea insaniens bezeichnet (in späterer lateinischer Übersetzung). Der Ausdruck wurde im 16. Jahrhundert von Paracelsus auch für den „St.-Veits-Tanz“ in die medizinische Nomenklatur eingeführt. Sydenham hat im 17. Jahrhundert die Chorea minor als krankhaftes Massenphänomen beschrieben.
1872 bezeichnete George Huntington die Chorea major als erbliche Chorea. Insgesamt waren die Beschreibungen aber sehr uneinheitlich, und es wurden erst durch das Aufkommen der Neuropathologie, später der Genetik, die verschiedenen Formen genauer unterschieden.

## Begriffsdefinition
Choreatische Bewegungsstörungen gehören zur großen Gruppe der extrapyramidalen Hyperkinesien, zu denen u. a. auch der Tremor, die Dystonien, der Ballismus oder auch die Tics beim Tourette-Syndrom gehören. Alle extrapyramidalen Hyperkinesien beruhen auf einer Fehlfunktion bestimmter Anteile der Basalganglien.
Die Chorea (griechisch für Tanz) ist keine Krankheit, sondern eine rein deskriptive Bezeichnung für ein Symptom, dem viele ganz unterschiedliche Ursachen zugrunde liegen können. Das Endergebnis ist aber immer eine Funktionsstörung des Striatum, welche dann zu ganz charakteristischen Bewegungsstörungen führt.

## Vorkommen
Zu unterscheiden sind:
- Chorea major (Huntington): vererbte, degenerative Chorea, der sogenannte erbliche Veitstanz
- Chorea minor (Sydenham): postinfektiös-autoimmun ausgelöste Chorea; vor allem Kinder betreffende, immunvermittelte Folgeerkrankung nach Infekt mit Streptokokken, oft mit dem rheumatischen Fieber kombiniert, siehe auch PANDAS
- Neuroakanthozytose-Syndrome (McLeod-Syndrom, Chorea-Akanthozytose)
- Benigne hereditäre Chorea
- Störungen des Stoffwechsels (vor allem Hyperthyreose)
- Kollagenosen (z. B. Chorea beim systemischen Lupus erythematodes (SLE))
- Morbus Wilson
- Chorea senilis (Hemichorea): die rechte oder linke Körperhälfte betreffend als Folgezustand nach Schlaganfall oder beidseits durch Mangeldurchblutung des Hirns
- Chorea gravidarum: vor allem bei erstmals Schwangeren, eventuell ein Subtyp der Chorea minor
- Durch Medikamente ausgelöste Chorea (z. B. durch L-Dopa-Überdosierung bei der Therapie des Morbus Parkinson; das Tuberkulosemittel Isoniazid; einige Antibabypillen; einige Neuroleptika; Antikonvulsiva)
- Selten: bei multipler Sklerose
- Chorea electrica beim Dubini-Syndrom (Henoch-Syndrom, Bergeron-Henoch-Krankheit)[2]

## Diagnostik
- Anamnese
- Neurologischer Status
- Neuropsychologischer Status
- psychiatrische Untersuchung
- Bestimmung des Caeruloplasmin-spiegels im Serum
- Schilddrüsenwerte
- Kollagenosendiagnostik
- Akanthozyten im Blutausstrich
- Untersuchung des Gendefekts

und ggf. noch
- Zerebrale Bildgebung (cCT, cMRT oder Positronen-Emissions-Tomographie (PET))
- Neurophysiologische Untersuchungen (Somatosensibel evozierte Potenziale (SEP), Blinkreflex, Elektronystagmographie)
- Untersuchung des Liquor cerebrospinalis

Schwermetallbestimmung im Serum und/oder Urin